# Abiodun Koya
Abiodun (Biodun) Koya (nacida el 22 de diciembre de 1980) es una cantante de góspel, ópera y poeta nigeriana,  que ha actuado en la Casa Blanca y ha cantado el himno nacional estadounidense en la Convención Nacional Demócrata. Tras pasar unos 15 años en los Estados Unidos, ha comenzado a renovar sus lazos con Nigeria.
Nacida en el estado Ogun de Nigeria, y animada por su padre, Koya se interesó por la música cuando tenía seis años, tocando el violín y cantando música clásica en la iglesia. Dejó Nigeria en 2001 para ir a estudiar administración de empresas a Washington D. C., Estados Unidos. Además de ser una de las pocas cantantes de ópera africanas, es también una poeta, actriz y filántropa.